# Liste von Persönlichkeiten der Stadt Ahaus
Die Liste der Persönlichkeiten der Stadt Ahaus zeigt die Ehrenbürger, die in der Stadt geborenen Personen sowie der anderweitig mit Ahaus verbundenen Personen auf.

## Ehrenbürger der Stadt
- Maximilian von Kerckerinck zur Borg, 1829
- Wilhelm Vagedes, 1921
- Ysaak van Delden, 1929
- Willy van Delden, 1958
- Gerrit Jan van Delden, 1958
- Felix Sümmermann, 1945
- Bernhard Tembrink, 1963
- Josef Ikemann, 1989

## Söhne und Töchter der Stadt
- Adelheid von Ahaus (* 1205 in Ahaus, † 1250 Horstmar, verh. mit Otto I. von Horstmar), Tochter Beatrix  war Ehefrau von Friedrich I. (Rietberg)
- Johann III. von Ahaus (* 1274 in Ahaus, † 1323), war Herrscher des Hauses Ahaus und Erbe des Hauses Lohn
- Otto von Ahaus-Ottenstein (~ 1274 in Ahaus, † 1324), fürstbischöflicher Ministeriale und Burgmann zu Nienborg
- Jutta von Ahaus (* 1352 in Ahaus, † 1408 in Diepenveen), Äbtissin im Stift Vreden
- Margaretha von Ahaus (* 1383 in Ahaus, † 1458 in Diepenveen), Äbtissin in Freckenhorst, Schwester von Agnes von Ahaus
- Lisa von Solms (1312–1409), Enkelin des Otto von Ahaus-Ottenstein, Äbtissin im Stift Nottuln
- Otto von Solms († 1359), Enkel des Otto von Ahaus-Ottenstein, Domherr in Münster
- Heinrich von Solms († 1407), Dompropst in Münster
- Simon von Solms (Domherr, † 1384), Domherr in Münster
- Simon von Solms (Domherr, † 1398), Domherr in Münster, Domdechant in Köln
- Agnes von Ahaus (* um 1390 in Ahaus, † 1467 in Nottuln) Äbtissin im Stift Nottuln, Tochter des Edelherrn Ludolf von Ahaus
- Heinrich Vestring (* 1562 in Ahaus; † 1650), Pastor und Pädagoge in Tallinn
- Heidenreich Droste zu Vischering (* 1616 in Ahaus, † 1678 in Ahaus), Droste in den Ämtern Ahaus und Horstmar
- Johann Wilhelm Hoffnas (* 1727 in Ahaus, † 1795 in Mannheim), kurpfälzischer Hofmaler
- Hermanus Johannes Nepomucenus Coeverden (* 1730 in Ahaus, † 1817 in Borken), Dechant der St. Remigius-Propstei, Erbauer der Sakristei
- Clemens Mersmann (* 1820 in Ahaus; † 1872 in Münster), preußischer Landrat
- Karl Tücking (* 1826 in Ahaus, † 1904 in Neuss), Pädagoge, Historiker und Philologe
- Karl von Westhoven (* 1832 in Ahaus, † 1920 in Münster), Konsistorialpräsident in Münster
- Jacob Bernhard Oldenkott (* 1853 in Ahaus, † 1926 im Schloss Ahaus), Tabakfabrikant
- Engelbert von Kerckerinck zur Borg (* 1872 in Ahaus, † 1933 Haus Hohenfeld, Münster), Präsident des westfälischen Bauernverbandes, Mitglied des Reichstags
- Josef Lübbring (* 1876 in Ahaus, † 1931 in Dortmund), Gewerkschaftsfunktionär, Staatsbeamter und Politiker (SPD)
- Heinrich Löhe (* 1877 in Ahaus, † 1961 in Berlin), Dermatologe
- Friedrich Gärtner (* 1882 in Ahaus, † 1970 in Münster), Ministerialbeamter
- Gerhard Boyer (* 1887 in Wüllen, † 1963 in Münster), Oberbürgermeister in Münster
- Helene Helming (* 1888 in Ahaus, † 1977 in Coesfeld), Vertreterin der Montessoripädagogik
- Gerrit Jan van Delden (* 1888 in Ahaus, † 1982 in Essen), Vorstand und Aufsichtsrat der Westfälischen Jutespinnerei und Weberei
- Paul Oldenkott (* 1889 in Ahaus, † 1965 in Ahaus) Tabakfabrikant
- Willy van Delden (* 1890 in Ahaus, † 1977 in Ahaus,) Vorsitzender der Westfälischen Jute-Spinnerei und -Weberei
- Friedrich Köchling (* 1893 in Ahaus, † 1970 in Coesfeld), Offizier
- Theodor Klauser (* 1894 in Ahaus, † 1984 in Bonn), katholischer Theologe, Liturgie- und Kirchenhistoriker sowie Christlicher Archäologe
- Bernhard Render (* 1894 in Ahaus-Alstätte, † 1985), Politiker (CDU)
- Georg Höltker  (* 1895 in Ahaus, † 1976), Missionar und Ethnologe
- Bruno Vagedes (* 1903 in Ahaus, † 1977 in Hünxe), Politiker (Zentrum und CDU) und Jurist, Landrat des Kreises Ahaus
- Paul Theodor Oldenkott (* 1934 in Ahaus), Neurochirurg und Ehrenstatthalter des Ritterordens vom Heiligen Grab zu Jerusalem
- Josef Thesing (* 1937 in Ahaus-Alstätte), stellvertretender Generalsekretär der Konrad-Adenauer-Stiftung
- Norbert Kleyboldt (* 1943 in Ahaus), Generalvikar im Bistum Münster
- Bernd Kauffmann (* 1944 in Ahaus), Kulturmanager und Jurist
- Ulrich Boom (* 1947 in Ahaus-Alstätte), Weihbischof von Würzburg
- Heinz Paus (* 1948 in Ahaus-Alstätte), Bürgermeister von Paderborn
- Johannes Vöcking (* 1949 in Ahaus), Jurist und Politiker (CDU)
- Ulrich Dopatka (* 1951 in Ahaus), deutsch-schweizerischer Sachbuchautor
- Hubert Schulte (* 1951 in Ahaus), Volkswirt und Politiker (SPD)
- Michael Denhoff (* 1955 in Ahaus), Komponist und Cellist
- Johannes Denhoff (* 1958 in Ahaus), Violinist
- Heinrich Rolfing (* 1958 in Ahaus-Alstätte), Schauspieler
- Herbert Beckmann (* 1960 in Ahaus), Schriftsteller und Psychologe
- Jochen Terhaar (* 1961 in Ahaus), Fußballspieler
- Josef Depenbrock (* 1961 in Ahaus), deutscher Journalist
- Markus Ritter (* 1963 in Ahaus), Anglist und Professor an der Ruhr-Universität Bochum
- Karola Voß (* 1963 in Ahaus), Kommunalpolitikerin (parteilos), Bürgermeisterin von Ahaus
- Michael Garmer (* 1964 in Ahaus), Politiker (CDU)
- Mani Beckmann (* 1965 in Ahaus-Alstätte), Schriftsteller
- Melanie Becker (1966–2020), theoretische Physikerin
- Markus Büning (* 1966 in Ahaus), Katholischer Publizist
- Ludger Brüning (* 1967 in Ahaus), Schulpädagoge
- Christian Weiper (* 1967 in Ahaus), Kapellmeister und Leiter des Musikkorps der Bundeswehr
- Rei Gesing (* 1973 in Ahaus-Wüllen), deutscher Schriftsteller[1]
- Almut Möller (* 1977 in Ahaus), Politikerin (SPD)
- Jens Spahn (* 1980 in Ahaus-Ottenstein), Politiker (CDU)
- Phil Hanro (* 1982 in Ahaus), Musikproduzent
- Kathrin Weßling  (* 1985 in Ahaus), Schriftstellerin
- Heike Wermer (* 1988 in Ahaus), Politikerin (CDU)
- Urszula Radwańska (* 1990 in Ahaus), polnische Tennisspielerin
- Stefan Thesker (* 1991 in Ahaus), deutscher Fußballspieler
- Fabian Herbers (* 1993 in Ahaus-Ottenstein), Fußballspieler

## Persönlichkeiten, die mit der Stadt verbunden sind
- Die Edelherren von Ahaus Übersicht über die Stammfolge
- Heinrich von Ahaus (* 1371 in Schöppingen, † 1439 in Münster), Sohn des Edelherrn Ludolf von Ahaus, Domvikar und Anhänger der Devotio moderna
- Heinrich II. von Moers († 1450 in Ahaus), Bischof von Münster und Administrator des Bistums Osnabrück
- Johann IV. von Osnabrück (* 1529 in Viborg, † 1574 im Schloss Ahaus), Fürstbischof von Osnabrück und Bischof von Münster
- Christoph Bernhard von Galen (* 1606 Haus Bisping bei Rinkerode. † 1678 im Schloss Ahaus), Fürstbischof von Münster
- Franz Arnold von Wolff-Metternich zur Gracht (* 1658 Schloss Gracht, † 1718 im Schloss Ahaus), Fürstbischof von Münster
- Herman Oldenkott (* 1730 in Vreden, † 1792 in Amsterdam), Gründervater der Ahauser Familien Oldenkott, die im Ahauser Schloss eine Tabakfabrik führten
- Clemens Mersmann, (* 1788 in Dülmen, † 1867 in Coesfeld), landrätlicher Kommissar im Kreis Ahaus
- Theodor von Heyden (* 1789 in Heek, † 1858 in Heek), Landrat des Kreises Ahaus
- Ernst von Westhoven (* 1795 in Bayreuth, † 1833 in Ahaus), Landrat des Kreises Ahaus
- Jakob von Hilgers (* 1810 in Heister, † 1877 in Bamberg), Landrat des Kreises Ahaus
- Jacobus Bernardus Oldenkott (* 1815 in Amsterdam, † 1853 in Vreden), Tabakfabrikant im Ahauser Schloss
- Paul Zurmühlen (* 1828 in Münster, † 1897 in Ahaus), deutscher Richter und liberaler Politiker
- Julius von Hülst (* 1828 in Münster, † 1859 in Ahaus, Haus Sonderhaus), Landrat des Kreises Ahaus
- Walther Herwig (* 1838 in Arolsen, † 1912 in Berlin), Landrat des Kreises Ahaus
- Wilhelm Scheffer (* 1844 in Marburg, † 1898 in Königsbrunn), Landrat des Kreises Ahaus
- Wilhelm Riedesel zu Eisenbach (* 1850 in Darmstadt, † 1918), Landrat des Kreises Ahaus
- Gustav Gärtner (* 1850 in Ochtrup, † 1929 in Osnabrück), Landrat des Kreises Ahaus
- Friedrich von Schorlemer-Alst (* 1854 in Alst, † 1934 in Ahaus, Haus Sonderhaus), Landrat des Kreises Ahaus
- Ysaak van Delden (* 1859 in Emden, † 1939 in Ahaus), Mitbegründer der Westfälischen Jutespinnerei und Weberei
- Theodor von Guérard (* 1863 in Koblenz, † 1943 in Ahaus), Reichsminister a. D.
- Felix Sümmermann  (* 1889 in Münster, † 1970 in Ahaus), deutscher Jurist und Politiker, Landrat des Kreises Ahaus
- Franz Berding (* 1915 in Fürstenau, † 16. Februar 2010 in Münster), deutscher Politiker (CDU), Bürgermeister 1963–1964
- Rembert van Delden (* 1917 in Rheine, † 1999 in Ahaus), deutscher Textilkaufmann und Politiker (CDU)
- Fritz Hartmann (1920–2007), deutscher Rheumatologe (Schulbesuch in Ahaus)
- Bernd Oldenkott (* 1925 in Dortmund, † 2020), Diplomat und deutscher Botschafter (in Ahaus aufgewachsen)
- Franz Skorzak (* 1929 in Flensburg), deutscher Politiker (CDU) und Gewerkschaftsfunktionär, Landrat des Kreises Ahaus und von 1975 bis 1992 Landrat des Kreises Borken
- Ralf Willing (* 1949 in Vreden), deutscher Trompetenspieler (in Ahaus aufgewachsen)
- Jörg Rühl (* 1965 in Münster), deutscher Schauspieler (in Ahaus aufgewachsen)
- Roy Peter Link (* 1982 in Köln), deutscher Schauspieler (in Ahaus aufgewachsen)
- Dr. Heinz-Robert Jünemann (* 1936 in Münster), deutscher Politiker (CDU) und Stadtdirektor der Stadt Ahaus von 1973 bis 1998